# Friedrich von Hügel
Friedrich von Hügel (5. května 1852, Florencie, Itálie – 27. ledna 1925), známý také jako Baron von Hügel, byl modernistický teolog, náboženský myslitel a spisovatel rakousko-skotského původu.

## Životopis
Otcem Friedricha byl baron Charles von Hügel, který pracoval jako rakouský velvyslanec v Toskánském velkovévodství, a matkou Skotka Elizabeth Farquharson, která konvertovala k římskému katolicismu. Friedrich byl vyučován soukromě, v roce 1867 se jeho rodina odstěhovala do Anglie.
Roku 1873 se oženil s Lady Mary Catherine Herbert (1849–1935), dcerou státníka Sidneyho Herberta. Mary, stejně jako Hügelova i její matka, baronka Elizabeth Herbert, konvertovala ke katolické víře. Narodily se jim tři dcery, přičemž nejmladší Thekla se stala karmelitánskou jeptiškou.
Až do roku 1914, kdy vypukla první světová válka, zůstal Friedrich von Hügel rakouským občanem. Když se však v důsledku válečného konfliktu stal v Británii „nepřátelským cizincem“ (hostile alien), požádal o naturalizaci, jíž dosáhl v prosinci téhož roku.

## Působení
Friedrich von Hügel se věnoval studiu Bible i mnoha dalších témat. Kromě němčiny a angličtiny plynule ovládal francouzštinu a italštinu. Ač neměl univerzitní titul a nikdy nezastával žádnou akademickou funkci nebo úřad v katolické církvi, je vedle Johna H. Newmana často zmiňován jako jeden z nejvlivnějších katolických myslitelů své doby.
Svou knihou The Mystical Element of Religion a dalšími díly přispěl k tomu, že mystika, v té době často považovaná za mimořádný jev na okraji náboženství, začala být teologií a filosofií náboženství uznávána za jeho podstatnou součást.
Baron von Hügel vedl teologické diskuse s dalšími modernisty – zabýval se vztahem křesťanství k historii, ekumenismu, mystice nebo filosofii náboženství. Vykonal mnoho pro to, aby přes nepřátelství ke všemu německému způsobenému válkou přiblížil anglicky mluvícímu světu díla německých myslitelů Ernsta Troeltsche a Rudolfa Ch. Euckena.
Udržoval korespondenci s předními náboženskými mysliteli a filozofy, mezi něž patřili např. Alfred Loisy, Maurice Blondel, George Tyrrell, John Henry Newman, Rudolf Eucken, Evelyn Underhill, Cuthbert Butler nebo Maude Petre.

## Dílo
- The Mystical Element of Religion: as studied in Saint Catherine of Genoa and her friends, 1908, rev. 1923:
- Eternal Life (1913)
- The German Soul (1916)
- Essays and Addresses on the Philosophy of Religion (Díl I. 1921; Díl II. 1926)
- The Reality of God and Religion and Agnosticism (1931).

Posmrtně vyšlo:
- Selected Letters, 1896–1924, 1927
- Letters from Baron Friedrich von Hügel to a Niece, 1928
- Spiritual Counsels and Letters of Baron Friedrich von Hügel, 1964